# Trompetconcert nr. 1
Eino Tamberg voltooide zijn Concert nr.1 voor trompet en orkest in 1972.
Tamberg vond zijn eigen stijl van componeren nogal ouderwets. Als Est waren al te veel uitstapjes naar de moderne klassieke muziek niet toegestaan. Aan de andere kant had Tamberg de neiging daartoe ook niet, zei hij zelf. Hij hield van “mooie muziek”. Dit trompetconcert (in 1997 zou hij nog een tweede schrijven) viel volgens hem ook binnen die “mooie muziek”. Hoe groot de invloed van Rusland was, blijkt uit het feit dat het concert haar première niet in Estland beleefde, maar in Moskou. Timofei Doksjitser was solist op 21 november 1972 met het Philharmonisch Orkest van Moskou onder leiding van Vladimir Kozjoekhar. Pas bijna een jaar speelde dezelfde solist het in Tallinn met het Philharmonisch Orkest van Estland onder leiding van Eri Klas.
Het concert is behoudend van klank waarbij de klank van de trompet dan weer verlaten klinkt (als bij een begrafenis) en vervolgens lyrisch speelt. Het concert is opgebouwd uit drie delen:
1. Andante – allegro
2. Lento – con moto
3. Allegro molto

Tamberg schreef het concert voor:
- 1 solotrompet
- 2 dwarsfluiten, 2 hobo’s, 2 klarinetten, 2 fagotten
- 2 hoorn, 1 trombone
- pauken, 3 man/vrouw percussie, piano
- violen, altviolen, celli, contrabassen